# Eresus kollari
Eresus kollari — вид павуків з родини ерезід (Eresidae). До 2008 року для виду використовувалися також назви Eresus cinnaberinus або Eresus niger.

## Поширення
Вид поширений в Центральній і Південній Європі, Північній Африці та Середній Азії.

## Опис
Самці мають розміри від 8 до 11 мм, самиці — від 9 до 16 мм. Мають чіткий статевий диморфізм. Самця легко впізнати за яскраво-червоним черевом, прикрашеним чотирма круглими чорними плямами. Самиця майже повністю чорна, за винятком пучка з вохристих волосків на голові.

## Спосіб життя
Eresus kollari живе в норі, вистеленій павутиною. Біля входу павутина розширюється, утворюючи своєрідний килим, розкладений на землі, який закінчується захоплюючими нитками. Це своєрідна пастка, куди потрапляють комахи та дрібні членистоногі.
У вересні на кілька днів самець перебирається в нору самиці для спарювання. Після спаровування самиця плете білий кокон для захисту яєць. Молодь вилуплюється через кілька тижнів, потім мати замикається з ними у своїй норі. Спочатку вона годує їх перевареною їжею, яку випльовує, потім через кілька днів помирає, а її тіло служить їжею для молодняка. Наступної весни потомство залишає своє гніздо і кожен павук будує власну нірку.

## Підвиди
- Eresus kollari frontalis Latreille, 1819 — Іспанія
- Eresus kollari ignicomus Simon, 1914 — Корсика
- Eresus kollari kollari Rossi, 1846
- Eresus kollari latefasciatus Simon, 1910 — Алжир
- Eresus kollari tricolor Simon, 1873 — Корсика